# Esquirol terrestre del Cap
L'esquirol terrestre del Cap (Xerus inauris) és una espècie de rosegador de la família dels esciúrids. Viu a Botswana, Lesotho, Namíbia i Sud-àfrica. Es tracta d'un animal diürn que forma colònies. El seu hàbitat natural és el terreny obert i àrid amb pocs arbustos i el substrat sòlid. És una espècie en risc mínim, és a dir, no sembla que hi hagi cap amenaça significativa per a la seva supervivència.